# Strada provinciale 306 della Balossa
La strada provinciale 306 della Balossa è una strada provinciale della città metropolitana di Milano, il cui tracciato costeggia l'autostrada A52, servendo i comuni di Novate Milanese, Bollate, Cormano e Paderno Dugnano.

## Storia
La realizzazione della strada è parte del vasto intervento di riqualificazione con caratteristiche autostradali della Strada provinciale 46, della quale ne ricalca in buona sostanza il tracciato.
Scartata la possibilità originariamente contemplata dal quadro tecnico economico di realizzare un doppio sistema di complanari, a sud e a nord del tracciato, la scelta definitiva è ricaduta su un sistema viabilistico a complanare singola sul sedime della precedente provinciale. Sebbene il complesso delle opere fosse progettato per il periodo di Expo 2015, il completamento della riqualificazione autostradale si avrà sette anni più tardi, a novembre 2022 e l'apertura del sistema complanare a dicembre 2023.

## Percorso

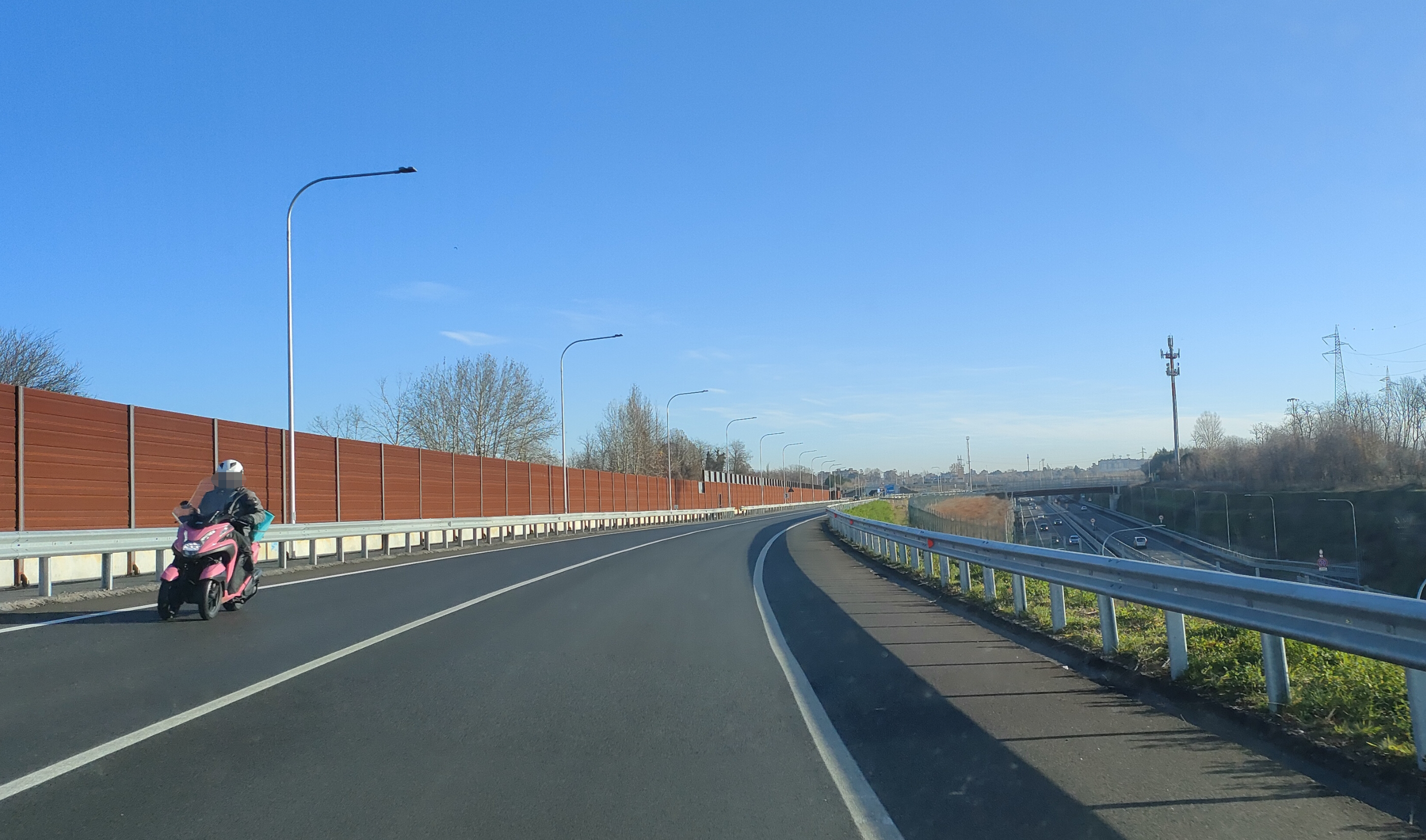
La SP 306 nel tratto tra Bollate e Novate Milanese. Sulla destra, il tracciato in trincea della A52

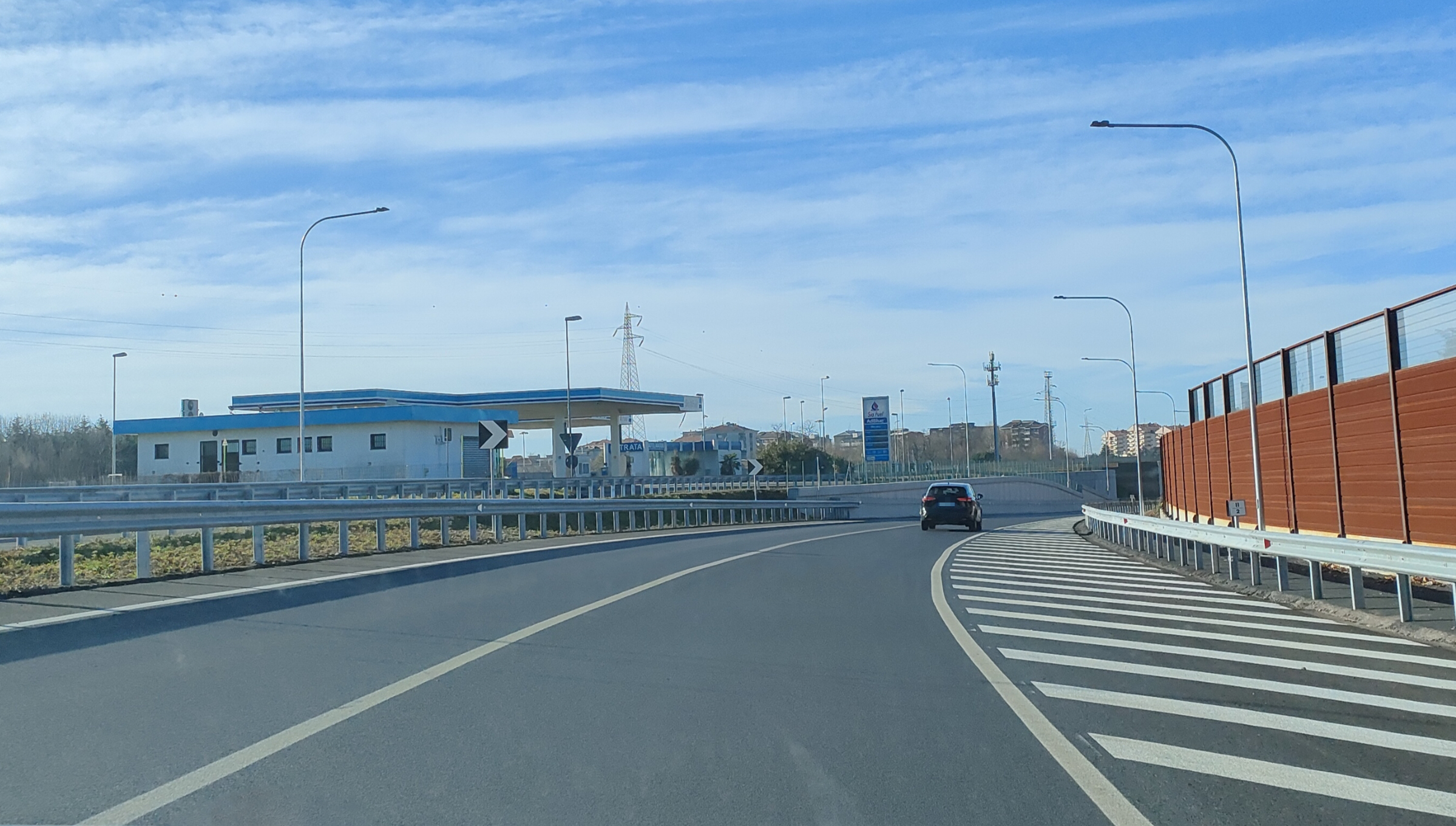
Tratto in corrispondenza dell'area di servizio

Il tracciato è a carreggiata unica e si estende per una lunghezza di 3,2 km, con un andamento prevalentemente curvilineo e orientamento da sud-ovest a nord-est. Tutte le intersezioni a raso lungo il tracciato sono realizzate in forma di rotatoria.
La strada si origina a ridosso del confine amministrativo tra i comuni di Novate Milanese e Bollate e si raccorda alla viabilità ordinaria attraverso una rotatoria; da qui corre fino alla rotatoria di Via Brodolini, che raccorda alla rete viabilistica orientale novatese. 
A quel punto, la provinciale incontra il parco sovracomunale della Balossa, da cui la strada trae il nome, e lo attraversa a mezzo di una galleria lunga 100 m e denominata ecodotto Balossa. La successiva rotatoria di Via La Cava collega la strada provinciale con le frazioni bollatesi di Cascina del Sole e Cassina Nuova, mentre non si raccorda con lo svincolo A52 Cormano-Bollate, nonostante la minima distanza, per scelta del comune di Bollate.
Il tratto terminale della provinciale porta alla rotatoria posta in territorio di Paderno Dugnano, nei pressi della "chiesetta del Pilastrello", dalla quale è possibile l'entrata in Tangenziale Nord in direzione Monza.

### Sviluppi futuri
È progettato il prolungamento della Strada Provinciale 306 nei territori di Novate Milanese e Bollate, fino al raccordo con lo svincolo A52 Bollate-Novate. Tale tratto, originariamente stralciato dal progetto di complanari per ragioni logistico-temporali e che vede il maggiore ostacolo nel superamento della ferrovia Milano-Saronno, è stato successivamente reintegrato nel progetto a fronte dell'interessamento congiunto dimostrato dal 2014 dalle amministrazioni comunali di Novate Milanese e Bollate, in ragione dell'importanza viabilistica che l'opera rappresenta per l'alleggerimento del traffico locale, nonché per le finalità ambientali di contenimento dell'inquinamento atmosferico.